# Rue de la Concorde
La rue de la Concorde (en occitan : carrièra de la Concòrdia) est une voie de Toulouse, chef-lieu de la région Occitanie, dans le Midi de la France.

## Situation et accès

### Description
La rue de la Concorde est une voie publique. Elle forme la limite entre les quartiers des Chalets à l'ouest, et Matabiau à l'est.
Elle naît perpendiculairement aux boulevards d'Arcole et de Strasbourg, dans l'axe de la rue Jean-Baptiste-Merly qui vient de la place Saint-Sernin. Elle est longue de 610 mètres et large de 12 mètres, et orientée au nord-est. Elle rencontre d'abord la rue Claire-Pauilhac, puis forme, avec la rue Alexandre-Falguière, une petite place triangulaire, la place de la Concorde. Elle se poursuit au nord-est, donnant naissance, à gauche aux rues Robert-Borios, du Printemps et Jany, et recevant, à droite, les rues Saint-Papoul, Saint-Henri, du Commissaire-Jean-Philippe, Franc et Alessandro-Volta. Enfin, elle se termine au carrefour du boulevard Matabiau, qui longe le canal du Midi.
La chaussée compte une seule voie de circulation en sens unique, depuis les boulevards d'Arcole et de Strasbourg vers le boulevard Matabiau. Elle appartient à une zone 30 et la vitesse y est limitée à 30 km/h. Il existe une bande cyclable pour les cyclistes circulant à contresens.

### Voies rencontrées
La rue de la Concorde rencontre les voies suivantes, dans l'ordre des numéros croissants (« g » indique que la rue se situe à gauche, « d » à droite) :
1. Boulevard d'Arcole (g)
2. Boulevard de Strasbourg (d)
3. Rue Claire-Pauilhac
4. Rue Alexandre-Falguière (d)
5. Place de la Concorde
6. Rue Robert-Borios (g)
7. Rue Saint-Papoul (d)
8. Rue du Printemps (g)
9. Rue Saint-Henri (d)
10. Rue du Commissaire-Jean-Philippe (d)
11. Rue Jany (g)
12. Rue Franc (d)
13. Rue Alessandro-Volta (d)
14. Boulevard Matabiau

### Transports
Il existe deux stations de vélos en libre-service VélôToulouse dans la rue de la Concorde : les stations no 58 (4 rue de la Concorde) et no 59 (61 rue de la Concorde).

## Odonymie
La rue correspond à une partie de l'ancien chemin qui, de la porte de Pouzonville (emplacement devant l'actuel no 46 rue Jean-Baptiste-Merly), traversait la campagne en direction du village de Croix-Daurade et du nord-est. Il conserva ce nom de chemin de Pouzonville jusqu'au XVIIIe siècle. À la fin de ce siècle, on le désignait également comme la rue de la Salpétrière car on y avait établi le magasin à poudre : ce fut alors le chemin de la Poudrière. En 1794, pendant la Révolution française, elle devint la rue Reconnaissance, mais ce nom ne se conserva pas. Entre 1806 et 1830, la rue prend le nom de rue des Pépinières, mais elle reprend finalement le nom de rue de la Poudrière.
Dans la deuxième moitié du XIXe siècle, avec le développement des faubourgs au-delà des boulevards, la partie de la rue proche de la ville se peuple progressivement et la Poudrière, devenue gênante, est déplacée. Finalement, le 2 mars 1883, une pétition des habitants qui « considère… que ce terme de « poudrière » a des allures de guerre et de destruction et qu'il est plus naturel d'éveiller partout des idées de paix et d'union, nécessaires à la voie du progrès », demande le changement en rue de la Concorde ou bien de la Paix : c'est « la Concorde » qui est choisie par le conseil municipal.

## Patrimoine et lieux d'intérêt

### Fontaine à la Poésie romaneouClémence Isaure

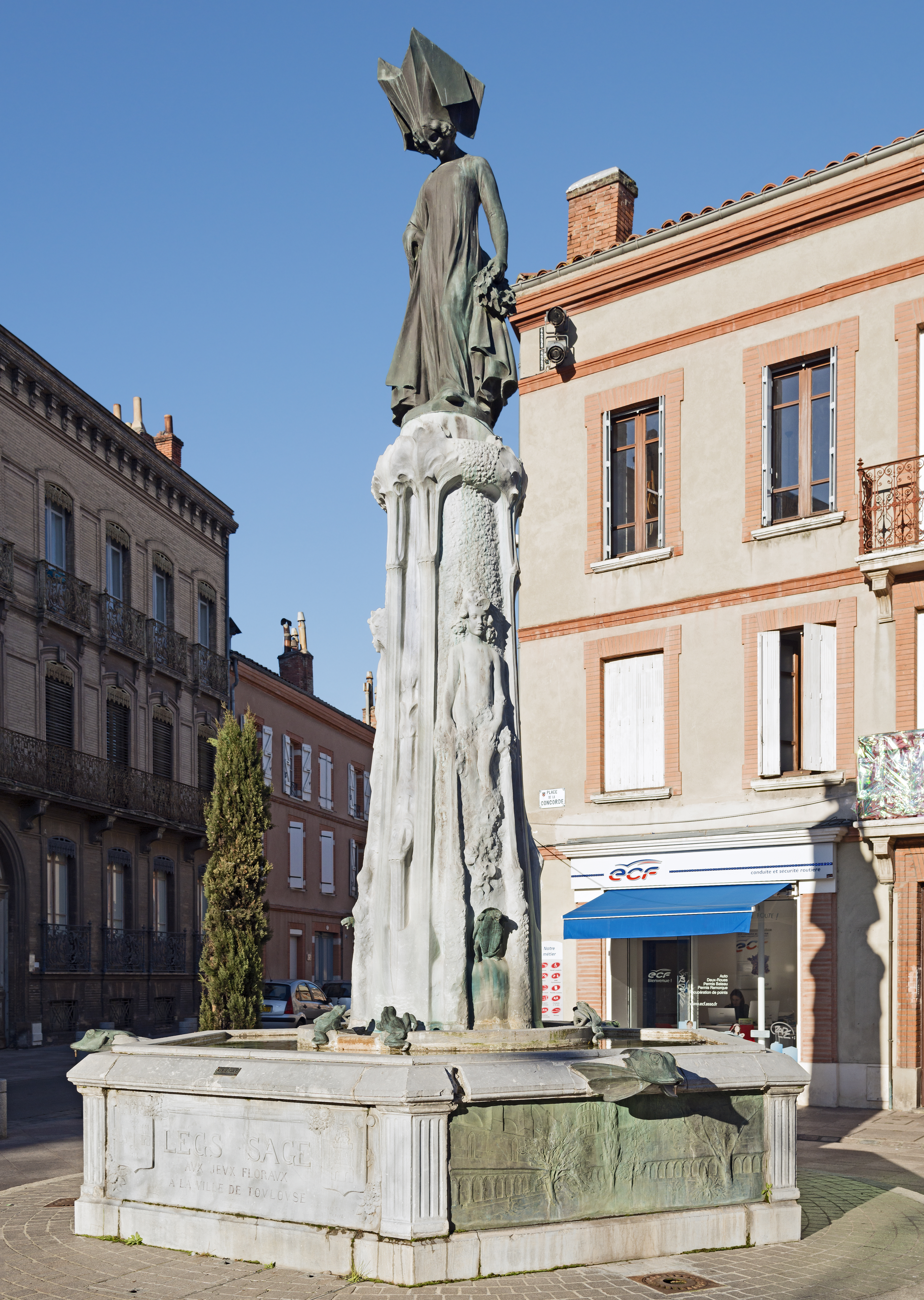
La fontaine à la Poésie romane.

En 1910, à la suite d'un legs fait en 1905 par Octave Sage, pharmacien toulousain, la municipalité ouvre un concours pour la construction d'une fontaine rendant hommage à la poésie occitane, et particulièrement aux Jeux floraux et son inspiratrice légendaire, Clémence Isaure. C'est le projet du sculpteur Léo Laporte-Blairsy, associé à l'architecte Barthélémy Guitard, qui est retenu. Après deux ans de travaux, la fontaine est inaugurée le 3 mai 1913.
La fontaine s'élève sur la place de la Concorde, qui se forme au carrefour de la rue du même nom et de la rue Alexandre-Falguière. Elle se compose d'un bassin en pierre de taille à pans coupés, dont la forme rappelle le griffoul de la place Saint-Étienne. Il est orné sur trois faces de panneaux en bronze qui représentent des monuments toulousains – le Pont-Neuf, le pont Saint-Pierre et le cloître des Augustins, alternant avec des panneaux en marbre qui portent des inscriptions. Des poissons et des grenouilles en fonte ornent le bassin. Au centre du bassin s'élève une colonne en marbre formée de tiges d'ombelles, qui encadrent des représentations d'enfants en léger relief, et décorée de tortues en fonte crachant de l'eau par leur gueule ouverte. La colonne porte la statue en bronze de Clémence Isaure : vêtue d'une longue robe, le visage penché en avant et coiffée d'un escoffion, elle tient dans la main une couronne de fleurs.

### Immeubles et maisons
- no  1 : immeuble Citroën.
L'immeuble s'élève à l'angle du boulevard d'Arcole. Il est construit sur les plans des architectes de l'Atelier des architectes associés (3A) – Fabien Castaing, Pierre Viatgé, Michel Bescos et Alexandre Labat, entre 1955 et 1957, dans un style moderne, caractéristique des constructions de cette période, qui utilise le béton. Haut de seize étages, il est l'un des premiers immeubles de grande hauteur de la ville[7],[8].

- no  2 : hôtel Calvet[9].
- no  17 : café de la Concorde[5],[10].

- no  21 : immeuble. 
L'immeuble est construit entre 1990 et 1994, par les architectes toulousains Laurent Gouwy, Alain Grima et Jean-Luc Rames (GGR Architectes). D'un style postmoderne régionaliste, il est une variation sur le thème des hôtels particuliers toulousains. Il s'élève sur cinq étages et un niveau de comble. Les façades, revêtues d'un plaquis de brique, sont animées par un jeu de balcons et de loggias profondes. À l'intérieur un hall-puits de jour, mis en valeur par sa paroi courbe, distribue les appartements par des coursives suspendues[11],[12].

- no  35 : immeuble[13].
- no  37 : maison[14].
- no  57 : immeuble[15].
- no  76 : maison[16].
- no  95 : maison[17].
- no  97 : immeuble[18].